# Camilla Ceder
Camilla Ceder (Olofstorp, 24 de octubre de 1976) es una escritora sueca especializada en ficción criminal. Estudió ciencias sociales y psicoterapia y compagina su carrera literaria con su trabajo como asesora y trabajadora social. Vive en Majorna, Gotemburgo, escenario de sus novelas.

## Biografía
Ceder debutó con la novela policíaca Frozen Moments, en español Grito en el hielo, el libro ha sido traducido y publicado en neerlandés, danés, español, francés, inglés, alemán, polaco y checo, además de salir en una segunda edición. En ella comparten protagonismo dos personajes, la periodista Seja Lundberg y el comisario Christian Tell que abordan la investigación del asesinato de un mecánico en el pueblo de Bjorsared. La trama no solamente es policíaca, sino que va adentrándose en la relación personal entre los protagonistas.
En otoño de 2010 publicó Babylon, su segunda novela que también tiene una segunda edición.
Más tarde, Ceder publicó tres libros para niños y jóvenes en la serie Sally, la amiga de los animales.

## Trabajos seleccionados

#### Novelas
- Fruset ögonblick (2008), traducido como Grito en el hielo (2010)[4]
- Babilonia (2010), traducido en 2012[5]

#### Infantiles y juveniles
- Camilla Ceder (text) och Sanna Mander (bild): Djurfiket, Bonnier Carlsen, Stockholm 2014 ISBN 978-91-638-7473-4[6]
- Ceder, Camilla; Mander Sanna (2014). Valpspaning. Sally - djurens vän. Stockholm: Bonnier Carlsen. Libris 16488890. ISBN 978-91-638-7516-8
- Ceder, Camilla; Mander Sanna (2015). Katthämtningen. Sally - djurens vän ; 3. Stockholm: Bonnier Carlsen. Libris 17414523. ISBN 978-91-638-8272-2